# Santa Lucia del Mela
Santa Lucia del Mela település Olaszországban, Szicília régióban, Messina megyében. Lakosainak száma 4379 fő (2023. január 1.). Santa Lucia del Mela Castroreale, Fiumedinisi, Furci Siculo, Mandanici, Merì, Pace del Mela, Pagliara, San Pier Niceto, Barcellona Pozzo di Gotto, Gualtieri Sicaminò, San Filippo del Mela és Casalvecchio Siculo községekkel határos.

## Népesség
A település lakossága az elmúlt években az alábbi módon változott:
| Lakosok száma | 4607 | 4584 | 4379 |
|               | 2017 | 2018 | 2023 |